# 355 (филм)
„355“ (на английски: The 355) е американски шпионски филм от 2022 г. на режисьора Саймън Кинбърг, който е съсценарист с Тереза Ребек. Във филма участват Джесика Частейн, Пенелопе Круз, Фан Бинбин, Диане Крюгер и Лупита Нионг'о като група от международни шпиони, които работят заедно, за да спрат терористичната организация от началото на Третата световна война.